# Trójština
Trójština je mrtvý jazyk, kterým mluvili Trójané v Tróji v období Trójské války (okolo roku 1200 př. n. l.). Není známo vůbec nic o podobě tohoto jazyka (tudíž se jedná o neklasifikovaný jazyk), ale existuje několik teorií o tom jak trójština vypadala.

## Teorie o původu trójštiny
Existuje několik teorií:
- Je pravděpodobné, že trójština byla dialektem řečtiny. Podle Homéra měli Trójané podobnou kulturu, náboženství a jazyk jako Achajci. Jinde v básni Ílias je zmíněno, že si Trójané nerozumí se svými spojenci. Historická přesnost Homérových básní je ale zpochybněna.
- Trója leží na historickém chetitském území, v roce 1995 byla v Tróji nalezena chetitská deska popsaná luvijsky (luvijština je anatolský indoevropský jazyk příbuzný chetitštině). To ovšem nedokazuje, že by trójština nutně musela být příbuzná luvijštině, protože luvijština byla na tehdejším území lingua franca.
- Existuje teorie o tom, že by trójština mohla být příbuzná etruštině, vychází z teorie že předci Etrusků pochází z regionu Lýdie.